# Freak Show (ER)
Freak Show is de achtste aflevering van het vierde seizoen van de televisieserie ER, die voor het eerst werd uitgezonden op 20 november 1997.

## Verhaal
Jeanie Boulet besluit om te vechten voor haar baan, zij krijgt hierbij hulp van dr. Doyle. Zij beschuldigd dr. Weaver en dr. Anspaugh dat zij ontslagen werd vanwege haar hiv status. 
Dr. Romano, dr. Corday en dr. Benton krijgen een indrukwekkende patiënt, de organen van de patiënt zitten in spiegelbeeld in zijn lichaam. Dr. Benton kent de vader van de patiënt en dr. Romano haalt hem over om hem een toestemmingsformulier te laten tekenen voor verder onderzoek. Tijdens het onderzoek komt de patiënt ineens te overlijden, de vader neemt dr. Benton dit kwalijk.
Hathaway is druk bezig met de voorbereidingen voor haar gratis kliniek, zij moet noodgedwongen de kliniek een week eerder open doen. Dit komt door Hooper, zij heeft de patiënten verteld dat de kliniek al open is. 
Dr. Carter krijgt een oude student weer onder zijn hoede, George Henry. Hij moet zijn stage afronden en tijdens een traumabehandeling krijgt hij een latexallergie aanval en sterft hier bijna aan.
Dr. Greene ontmoet advocaat Herb Spivak, hij zal de zaak die familie Law tegen hem hebben aangespannen regelen. Als tegen presentatie wil hij dat dr. Greene hem een dag mee neemt op de SEH. 

## Rolverdeling

### Hoofdrol
- Anthony Edwards - Dr. Mark Greene
- Noah Wyle - Dr. John Carter
- Eriq La Salle - Dr. Peter Benton
- Laura Innes - Dr. Kerry Weaver
- Alex Kingston - Dr. Elizabeth Corday
- Maria Bello - Dr. Anna Del Amico
- John Aylward - Dr. Donald Anspaugh
- Paul McCrane - Dr. Robert 'Rocket' Romano
- Jorja Fox - Dr. Maggie Doyle
- Clancy Brown - Dr. Ellis West
- Gloria Reuben - Jeanie Boulet
- Julianna Margulies - verpleegster Carol Hathaway
- Ellen Crawford - verpleegster Lydia Wright
- Lily Mariye - verpleegster Lily Jarvik
- Conni Marie Brazelton - verpleegster Connie Oligario
- Laura Cerón - verpleegster Chuny Marquez
- Deezer D - verpleger Malik McGrath
- Gedde Watanabe - verpleger Yosh Takata
- Suzanne Carney - OK verpleegster Janet
- Emily Wagner - ambulancemedewerker Doris Pickman

### Gastrol
- Chad Lowe - George Henry
- Paul Kreppel - Mr. Cotmeier
- David Green - Alan
- Dan Hedaya - Herb Spivak
- Mariska Hargitay - Cynthia Hooper
- Harold Perrineau - Isaac Price
- Jules Sylvester - Gary Lomax
- Roberto Alvarez - Ernesto Ruiz

en vele andere